# Microdorcadion laosense
Microdorcadion laosense là một loài bọ cánh cứng trong họ Cerambycidae.